# Greblo Island
Greblo Island (englisch; bulgarisch остров Гребло ostrow Greblo, deutsch ‚Riemenfischinsel‘) ist eine größtenteils vereiste, in west-östlicher Ausrichtung 763 m lange und 95 m breite Insel in der Gruppe der Dannebrog-Inseln im Wilhelm-Archipel vor der Graham-Küste des Grahamlands auf der Antarktischen Halbinsel. Sie liegt 3,94 km nördlich bis westlich der Westküste der Booth-Insel, 509 m ostsüdöstlich von Meduza Island, 25 m südlich von Raketa Island und 1,46 km nordwestlich der Rollet-Insel.
Britische Wissenschaftler kartierten sie 2001. Die bulgarische Kommission für Antarktische Geographische Namen benannte sie 2020 deskriptiv, da sie in ihrer Form entfernt an einen Riemenfisch erinnert.